# Ma come ti vesti?!
Ma come ti vesti?! è stato un programma televisivo in onda su  Real Time condotto da Enzo Miccio e Carla Gozzi, nelle vesti di esperti di moda.

## Il programma
Ogni puntata, della durata di 45 minuti, si incentra sul tentativo da parte dei conduttori di rendere più moderno e alla moda il guardaroba del/della protagonista, eliminando tutti i capi considerati démodé o non adatti al fisico della persona. Inoltre, in due momenti della puntata, Carla ed Enzo offrono consigli in generale sull'eleganza e la moda (i "Mai più con" e i "Mai più senza").
Il programma è basato sul format britannico trasmesso dalla BBC What Not to Wear.

## Le fasi di un episodio
Il programma si divide principalmente in 5 fasi:
- I mandanti (amici o parenti della persona) inviano una richiesta d'aiuto a Carla ed Enzo, che, dopo aver analizzato alcuni filmati del vestiario della persona, la raggiungono per proporle una carta di credito del valore di 1500 € per rifarsi il guardaroba, a patto che segua i consigli dei conduttori.
- Viene analizzato il guardaroba del concorrente valutando quali capi buttare nel simbolico bidone e quali mantenere. Contemporaneamente viene mostrato un manichino con le proposte dei conduttori circa il look più adatto per il giorno, la sera, e le occasioni speciali.
- Successivamente si passa allo shopping, dove il concorrente dovrà cavarsela da solo, cercando di sfruttare al meglio i consigli ricevuti. I conduttori, intanto, tengono sott'occhio il concorrente ripreso dalle telecamere.
- Intervento dei conduttori per correggere gli errori del concorrente fatti durante lo shopping, invitando a provare capi più fashion e più adeguati.
- Trucco e parrucco del concorrente con sfilata finale di fronte ad amici/parenti.

### Concorrenti
Solitamente ogni episodio è incentrato su un'unica protagonista di sesso femminile, di età compresa tra i 25 e i 54 anni (target del canale Real Time); tuttavia, nel corso delle stagioni del programma vi sono state varie eccezioni, come ad esempio alcuni episodi aventi uomini come protagonisti, madre e figlia/fratello e sorella, gemelle o donne anziane.

## Stagioni
Visto il successo del programma, sono state prodotte due edizioni per anno, quella primaverile e quella autunnale, per gli anni 2009 e 2010. A partire dal 2011 si è optato per un'unica edizione all'anno, nel periodo maggio-giugno-luglio, questo fino al 2013. Dal 2014 si è deciso, considerando gli ascolti registrati in tutte le edizioni passate, di trasmettere il programma nel periodo autunnale.

## Libro
Nel 2010 Carla Gozzi e Enzo Miccio pubblicano con RCS MediaGroup il libro intitolato Ma come ti vesti?! Regole, trucchi e suggerimenti per non sbagliare mai il look legato al programma condotto dai due.

## Parodia
Nel 2011 i comici Ubaldo Pantani e Virginia Raffaele all'interno del programma di Rai 2 Quelli che il calcio propongono una parodia del programma, intitolata Ma non ti vergogni?!.